# John Playford
John Playford est un compositeur, danseur, maître de danse, libraire et éditeur anglais, né à Norwich en 1623 et mort à Londres en 1686.
De 1639 à 1647, il est apprenti chez le libraire-imprimeur John Benson, puis ouvre sa propre librairie sous le porche de l'église du Temple.
En 1651, il publie The English Dancing Master, ouvrage qui le fait connaître dans le domaine de la danse et qui reste l'une des plus importantes références de l'histoire de la danse en matière de contredanses. Il est en effet le second, après Thoinot Arbeau au XVIe siècle, à décrire un corpus de danses de son temps, comprenant toutes les figures nécessaires à la danse. Chez Playford, il manque la description des pas, mais l'ouvrage contient bel et bien la musique et les instructions pour danser plus de 100 country dances en vogue au XVIIe siècle.
Outre cet ouvrage, il a publié plusieurs autres recueils de musique, dont The Division Violin (1685), réputé pour contenir de nombreuses difficultés violonistiques. En effet, les maîtres à danser étaient généralement violonistes et faisaient danser au son de cet instrument.
Il se retire du métier en 1684. Son fils, Henry Playford, lui succède comme éditeur de musique.

## Discographie
- Extrait de l'album Nobody's Jig, par l'ensemble « The Witches » (enchaînement de 3 contredanses tirées de l’English Dancing Master de John Playford) : Nobody's Jig / Mr. Lane's Magott / Black and Grey
- Sur Youtube : Les Witches. Nobody's Jig
- John Playford, the English Dancing Master (1651) par John Wright, Yvon Guilcher, Denis Gasser, Janine Rubinlicht et Dominique Paris, 22 Country Dances du XVIIe Siècle (LP album, Le Chant Du Monde LDX 74690, 1978).